# Spriggan (película)
Spriggan es una película de animación japonesa, del género de acción y ciencia ficción, estrenada en 1998 dirigida por Hirotsugu Kawasaki y guion de Yasutaka Itô; que adapta el manga Spriggan escrito por Hiroshi Takashige y dibujado por Ryōji Minagawa.

## Argumento
En lo profundo del Monte Ararat en Turquía, una organización secreta conocida como ARCAM ha encontrado lo que se cree que es el Arca de Noé. Sin embargo, el Cuerpo de Máquinas de EE.UU., una organización clandestina de El Pentágono, quiere apoderarse del Arca como un medio de supremacía global. Sólo un agente operativo especial de ARCAM conocido como spriggan se interpone en su camino. El spriggan japonés Yu Ominae se une al spriggan francés Jean-Jacques Mondo para combatir a los miembros del Cuerpo de Máquinas de EE. UU. liderado por el Coronel MacDougall. Sin embargo, deben actuar rápido y detener a MacDougall antes de que use el Arca para su propia agenda.

## Personajes
- Yu Ominae: spriggan japonés.
- Jean-Jacques Mondo: spriggan francés.
- Coronel MacDougall: un niño genéticamente mejorado con poderes psíquicos mortales.
- Dr. Meisel:

## Producción
Detalles del rodaje, las locaciones, casting, equipo técnico y artístico etc.